# Readelf
readelf é um programa para exibir várias informações sobre arquivos de objetos em sistemas do tipo Unix, como o objdump. Ele faz parte do GNU binutils.

## readelf e objdump
O objdump tem uma função semelhante, mas com características diferentes, como a desmontagem. A principal diferença é que o readelf não depende do BFD e ajuda a verificar se o BFD funciona.